# Дејвид Кенеди
Дејвид Ентони Кенеди (енгл. David Anthony Kennedy; Вашингтон, 15. јун 1955 — Палм Бич, 25. април 1984) је био четврто од једанаесторо деце Етел и Роберта Ф. Кенедија (сенатор и председнички кандидат, убијен 1968).
Дејвид Кенеди је изјавио да је био сам у хотелској соби када је уживо видео убиство свога оца на телевизији 1968. године. Од све деце сенатора Кенедија, чини се да је очева смрт навише погодила Дејвида. На Божић те 1968. године тринаестогодишњи Дејвид је послао својој мајци писмо у коме је написао:
"Неће више бити фудбала са татом, неће више бити пливања са њим, нећемо више јахати и пливати заједно. Али он је био најбољи отац који је икад постојао и ја бих пре имао њега за оца на ово време које сам га имао, него било ког другог оца на милион година"
После неколико година зависности, Дејвидов проблем са дрогом је постао општепознат када је 1979. године нападнут и опљачкан у Харлему у Њујорку док је покушавао да купи хероин.
У то време се забављао са познатом глумицом Рејчел Ворд.
После више пропалих покушаја да се излечи од зависности, Дејвид Ентони Кенеди је умро од превелике дозе Демерола и Кокаина у једном хотелу на Флориди 25. априла 1984.